# فيتوريا، البرازيل
فيتوريا (بالبرتغالية: Vitória, Espírito Santo)، هي مدينة برازيلية تقع عند ساحل المحيط الأطلسي.

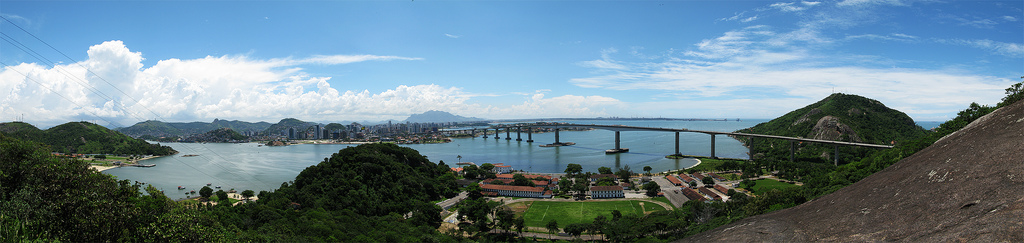
منظر عام لمدينة فينتوريا.

 المدينة تتألف من عدة جزر.

## توأمة
لفيتوريا، البرازيل اتفاقيات توأمة مع كل من:
- كاشكايش
- مقاطعة ميامي داد
- موبيل
- تشينغداو
- إيكويكو
- دونكيرك
- زوهاي
- فيتوريا-غاستيز
- جيرسي سيتي
- Communauté urbaine de Dunkerque [الإنجليزية]‏

## أعلام
- باولو مندس دا روشا
- ليانكو إيفانجليستا فوجنوفيتش
- إسكويفا فالكاو فلورينتي
- لوان غارسيا تيكسيرا
- برونو ماينغي

## وصلات خارجية
- Vitória's Municipal Page (in Portuguese)
- Vitória's Government Page - Tourism
- Hotel bookings at Vitória (in Portuguese)
- IBGE statistics for many Brazilian cities (in Portuguese)
- Images Google Maps of Vitória - ES نسخة محفوظة 8 أبريل 2008 على موقع واي باك مشين.
- Portal with Information about Vitória and Espírito Santo
- The Best of Vitória - Guide (in Portuguese) نسخة محفوظة 20 نوفمبر 2008 على موقع واي باك مشين.